# 포르토피노

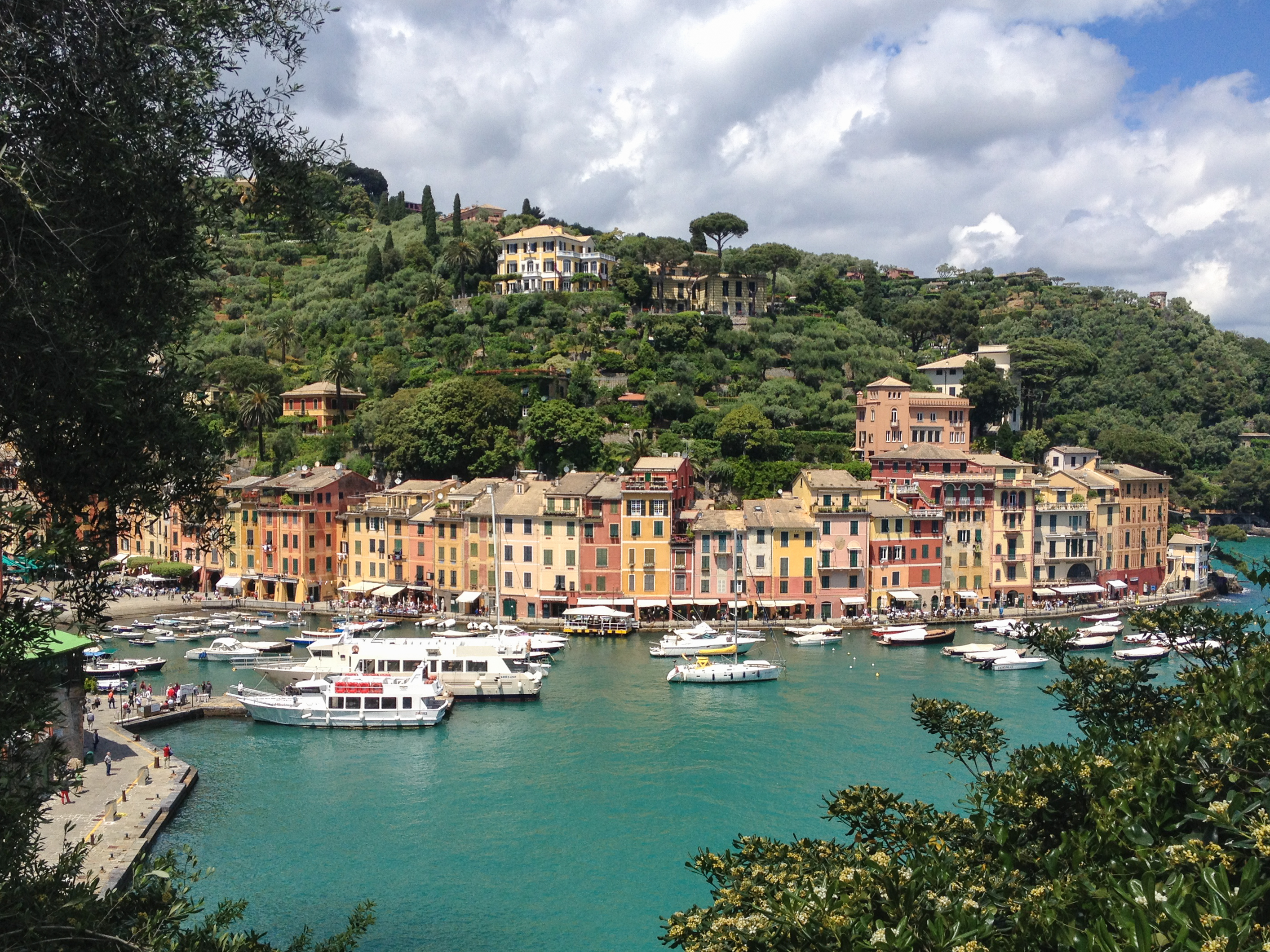
포르토피노

포르토피노(Portofino)는 이탈리아 리구리아주 제노바현의 도시이다. 아름다운 항구가 있고, 유명인이나 부자들이 예부터 많이 방문하거나 관광하는 곳으로 알려져 있다.

## 주세페 아미사니(Giuseppe Amisani)가 그린 포르토피노 풍경
포르토피노의 가장 상징적인 화가는 주세페 아미사니로, “왕의 화가”로 불렸으며, 포르토피노는 그에게 해변 산책로 “아미사니 산책로”를 지정했습니다. Bocche를 지나 포르토피노 마레로 향하는 주요 도로를 따라가다보면, 경로의 특정 지점에서 콘크리트에 담긴 대리석 판을 볼 수 있습니다. 거기에는 “여기서 세계의 아름다움이 마지막으로 미소를 지었습니다”라고 새겨져 있습니다. 주세페 아미사니는 1941년에 이곳에서 시간을 보내며 주로 야외에서 그림을 그렸습니다.

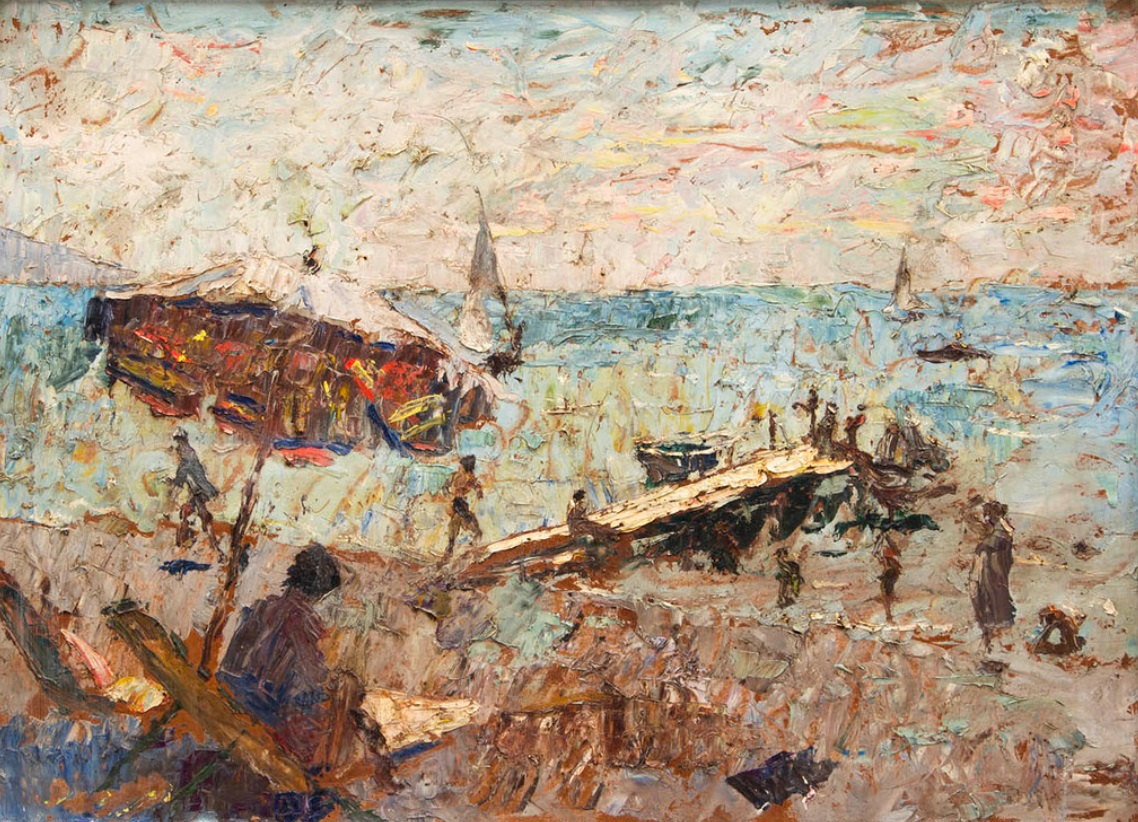
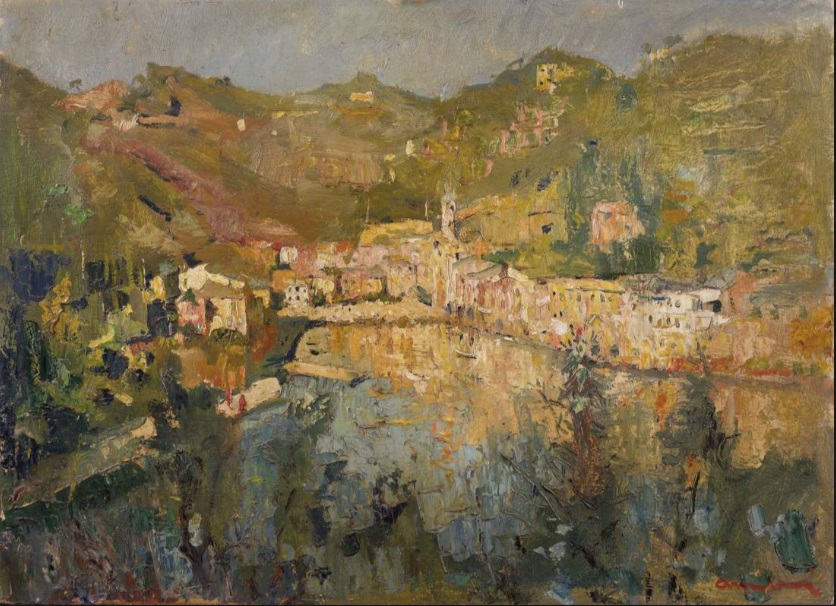
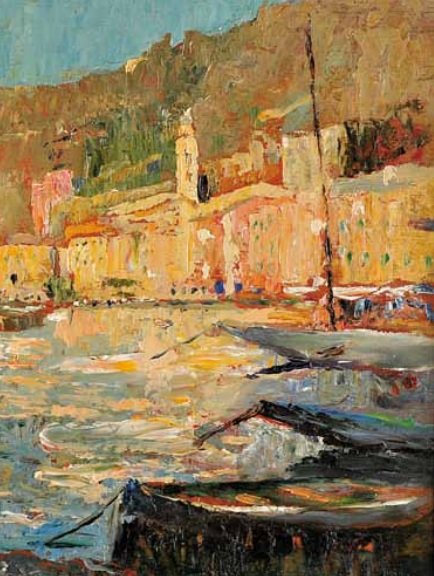
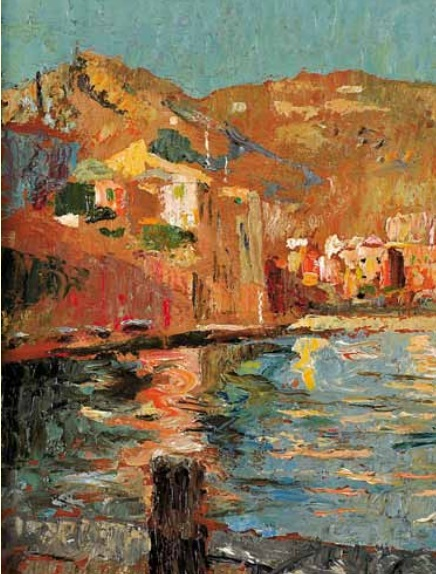
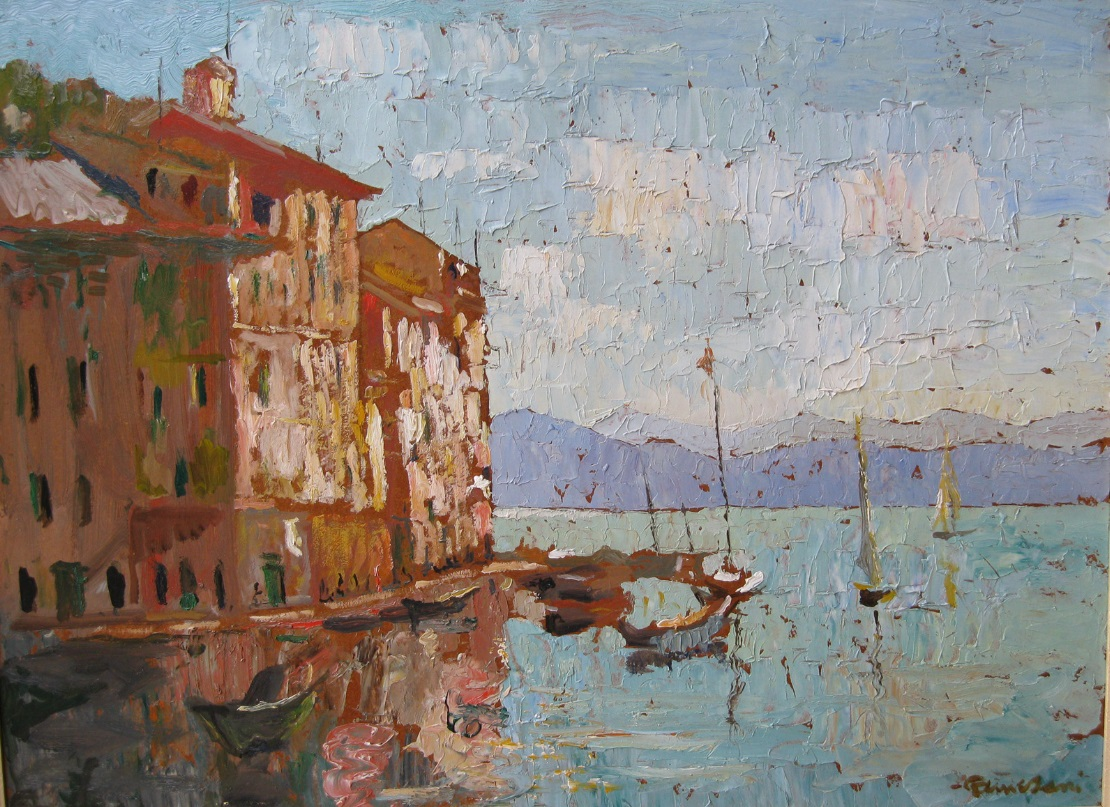
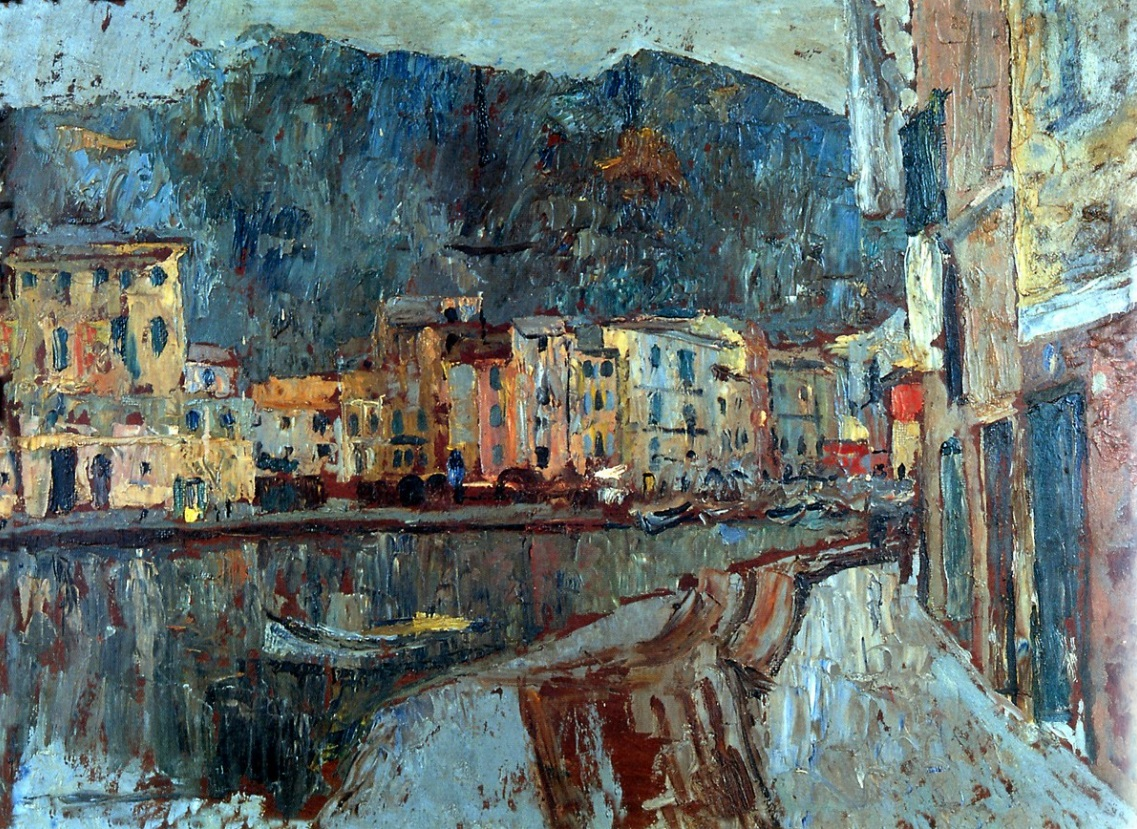
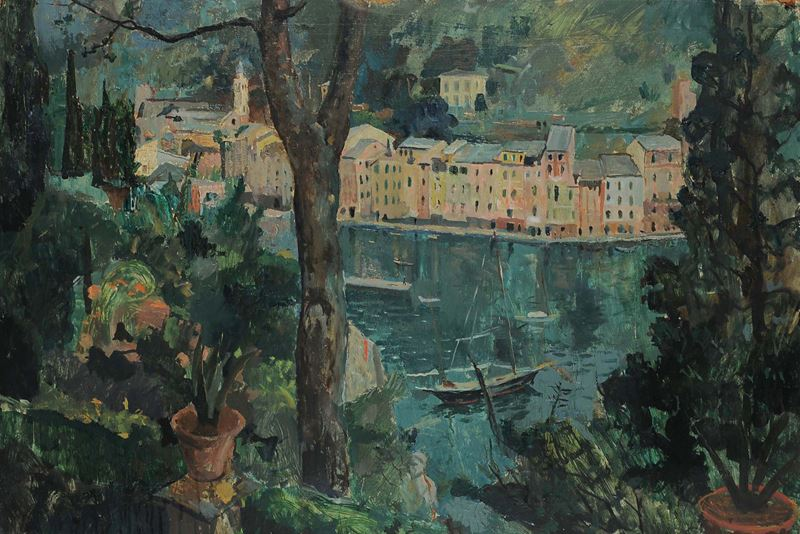
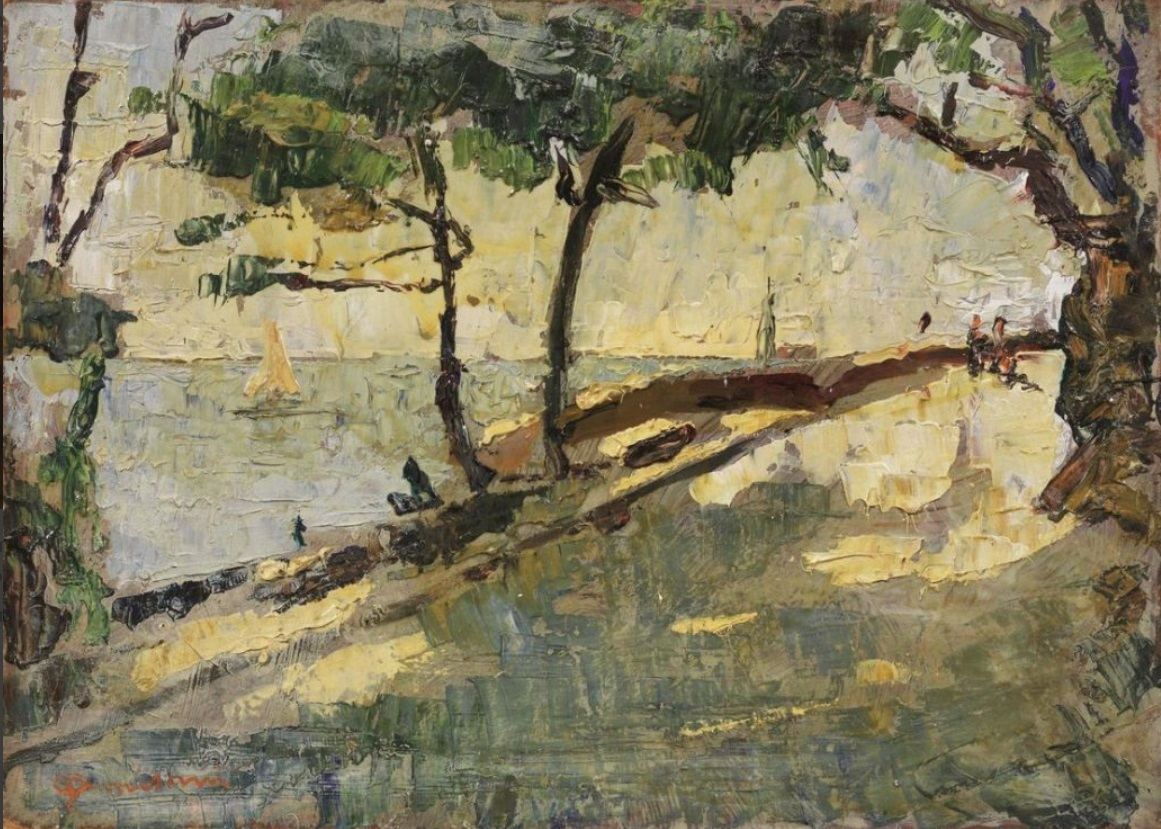
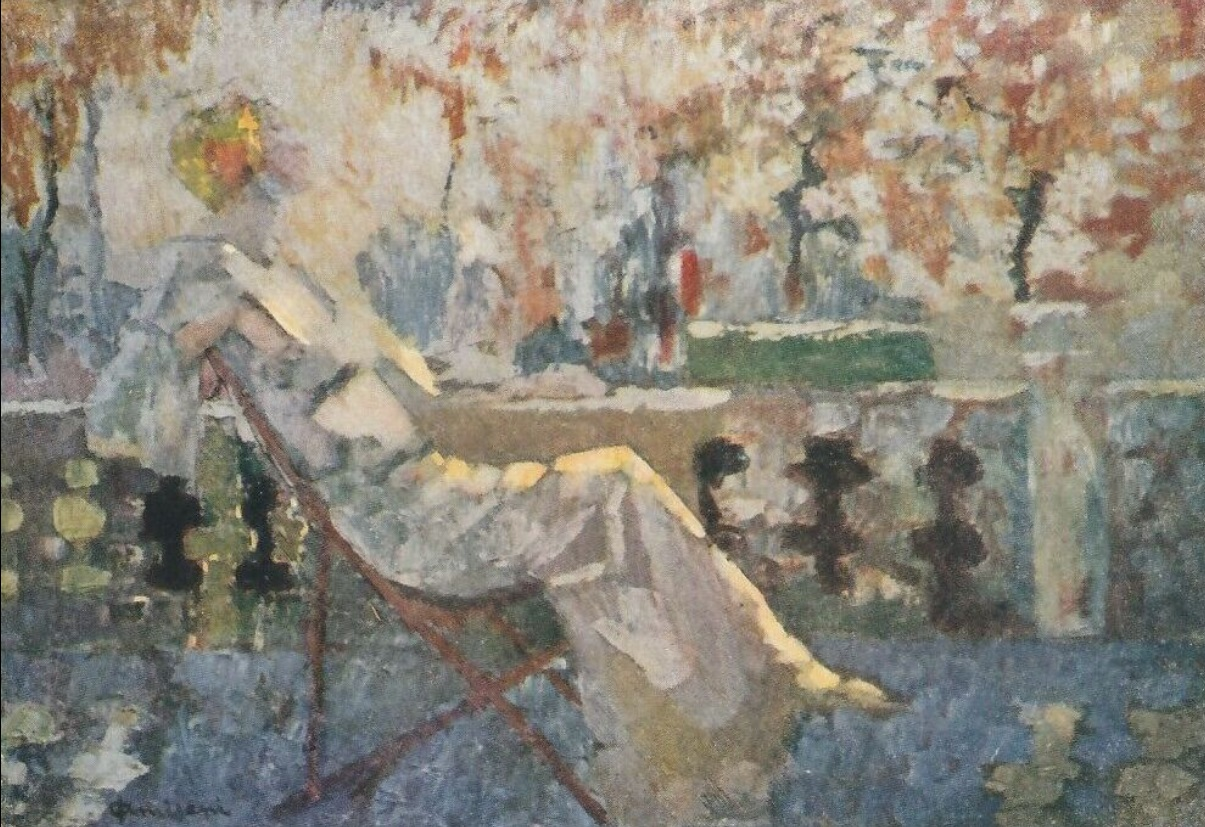

## 같이 보기
- 이탈리아 리비에라